# Нов Чеган
Нов Чѐган(на гръцки: Νέος Άγιος Αθανάσιος, Неос Агиос Атанасиос) е село в Република Гърция, в дем Воден (Едеса), област Централна Македония с 460 жители (2001).

## География
Селото е разположено на 28 km западно от Воден (Едеса) и на около 8 km западно от Острово (Арниса).

## История
Старото село Чеган пострадва значително по време на Гръцката гражданска война, когато старото село е изоставено и жителите му се пренасят малко по-ниско в склона на планината и се оформя Нови Чеган. След нормализирането на ситуацията в страна част от жителите на Чеган се връщат. За пръв път Нови Чеган фигурира в преброяването от 1991 година.
| Година    | 1913 | 1920 | 1928 | 1940 | 1951 | 1961 | 1971 | 1981 | 1991 | 2001 | 2011 | 2021 |
| --------- | ---- | ---- | ---- | ---- | ---- | ---- | ---- | ---- | ---- | ---- | ---- | ---- |
| Население |      |      |      |      |      |      |      |      | 342  | 460  | 451  | 449  |